# 社会過程
社会過程（しゃかいかてい）とは社会学用語の一つであり、Leopold von Wiese[:de]によって提唱された概念である。これは社会関係というのは時間の経過によって変化や発展をしていくということであり、この動態的な過程というのが社会過程ということである。Leopold von Wieseによれば、社会においての人間関係というのは常に距離化ということであり、これは人間が結合や分離をするなどという行動からであり、これらの行動の程度に従って距離化をするという過程が社会過程ということである。